# Астанинська ТЕЦ-2
51°11′23″ пн. ш. 71°30′29″ сх. д. / 51.18972° пн. ш. 71.50806° сх. д.
Астанинська ТЕЦ-2 — теплова електростанція в столиці Казахстану. Первісно мала назву Цілиноградська ТЕЦ-2, потім Акмолинська ТЕЦ-2.
В 1979, 1980 та 1983 роках на майданчику ТЕЦ стали до ладу три парові турбіни від Ленінградського металічного заводу потужністю по 80 МВт. Їх живлення забезпечували три парові котли від Барнаульського котельного заводу продуктивністю по 420 тонн пари на годину. В 1986 та 1992 роках теплову потужність станції підсилили ще двома такими ж котлами.
В другій половині 2000-х ТЕЦ пройшла через перший етап розширення та отримала четверту парову турбіну виробництва Уральського турбінного заводу потужністю 120 МВт (2006 рік) та шостий паровий котел від «Сибенергомаш» (колишній Барнаульський котельний завод) із все тією ж продуктивністю 420 тонн пари на годину (2008). Далі історія повторилась ще двічі — в 2015 та 2021 були запущені по одній турбіні від Уральського турбінного заводу потужністю по 120 МВт, а в 2016 та 2021 роках стали до ладу два котли від «Сибенергомаш», хоча на цей раз і зі збільшеною до 550 тонн на годину продуктивністю.
Крім того, наразі ТЕЦ отримала шість водогрійних котлів типу КВ-Т-139,6-150 продуктивністю по 120 ГКал/год від все того ж «Сибенергомаш» — чотири в 2012-му та два в 2016-му. Як наслідок, теплова потужність станції досягнула 3042 Гкал/год. В 2023-му анонсували плани встановлення ще двох водогрійних котлів із сумарною продуктивністю 360 Гкал/год.
Як паливо ТЕЦ споживала вугілля. На початку 2020-х у зв'язку із надходженням до столиці блакитного палива по трубопроводу «Сариарка» електростанція отримала змогу використовувати природний газ, зокрема, на нього перевели всі водогрійні котли.
Для видалення продуктів згоряння використовують п'ять димарів — висотою 180 метрів для перших шести парових котлів, висотою 150 метрів для сьомого та восьмого котлоагрегатів і три висотою  по 120 метрів для водогрійних котлів.